# Barão de São Cosme
Barão de São Cosme é um título nobiliárquico criado por D. Maria II de Portugal, por Decreto de 12 de Maio de 1835, em favor de João Nepomuceno de Macedo.
Titulares
1. João Nepomuceno de Macedo, 1.° Barão de São Cosme;
2. Josefa Henriqueta Girão de Macedo, 2.ª Baronesa de São Cosme.

Após a Implantação da República Portuguesa, e com o fim do sistema nobiliárquico, usaram o título: 
1. D. Francisco de Paula de Macedo de Portugal e Castro, 3.º Barão de São Cosme;
2. D. António Pizarro de Melo e Sampaio de Macedo de Portugal e Castro, 4.º Barão de São Cosme;
3. D. Francisco de Paula de Macedo de Portugal e Castro, 5.º Barão de São Cosme.